# Central hidroeléctrica Julián Romero
La Central hidroeléctrica Julián Romero es una central hidroeléctrica ubicada en la provincia de Río Negro, cercana a la ciudad de Cinco Saltos. Posee una potencia instalada de 5,52 MW mediante dos turbinas Kaplan.